# Бродівська спеціалізована загальноосвітня школа I-III ступенів №2

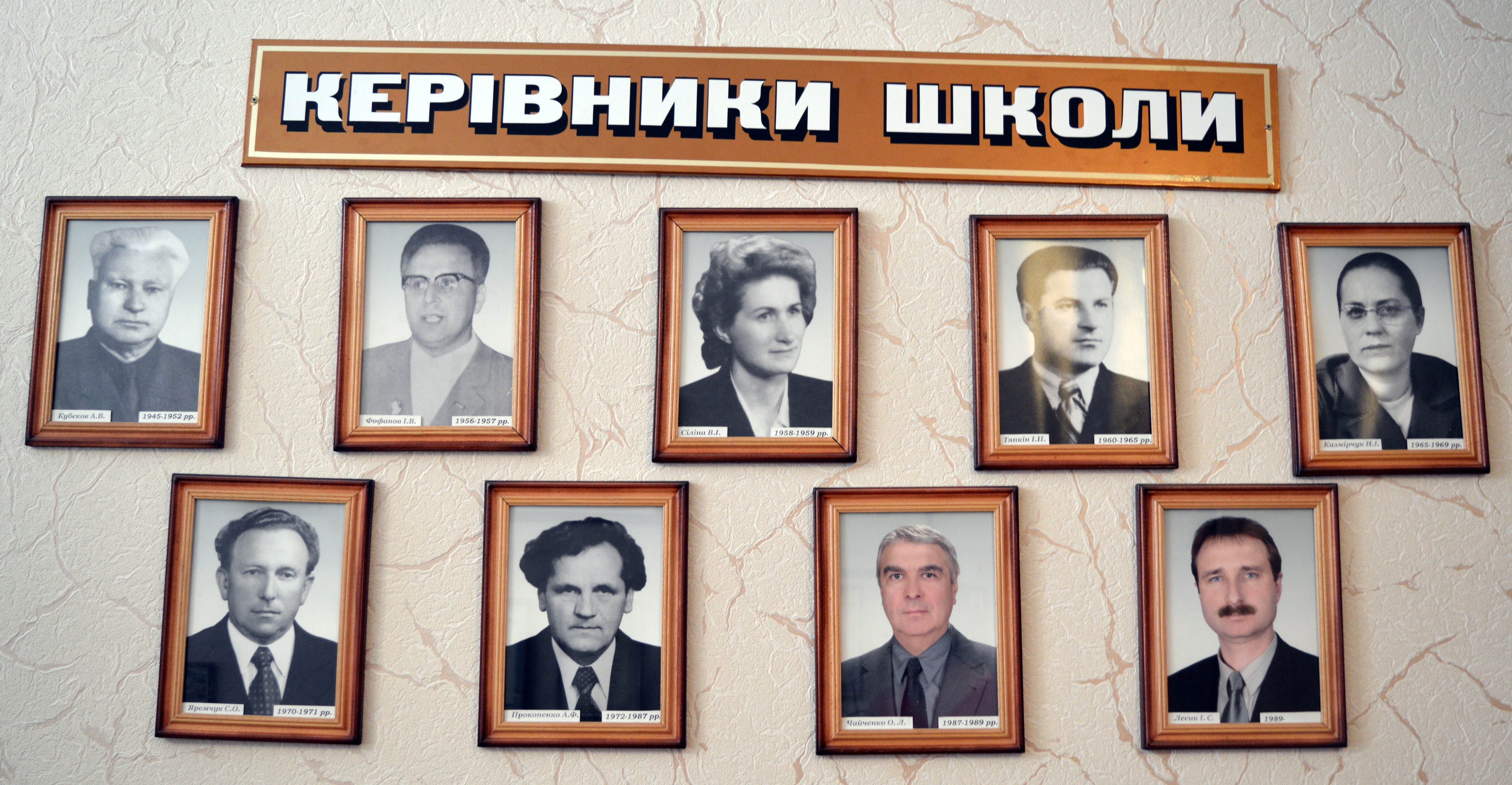

## Історія школи
Історія будівлі Бродівської спеціалізованої загальноосвітньої школи І-ІІІ ступенів №2 (1977 року) пов’язана з минулим історії бурси кінця ХІХ ст. - поч. ХХ ст. Новостворений заклад назвали «Бурса імені Маркіяна Шашкевича в Бродах». В 1904 році Бурсу відвідав митрополит Андрей Шептицький. В 1907 та 1909 роках тут був і зустрічався з студентами Іван Франко. Під час І світової війни (окупації російських військ Галичини) бурса була знищена, інвентар вивезли до Росії. Відновлення бурси за кошти патріотів українців відбулося при польській владі в 20-х роках. Вже у відновленій бурсі в 1931 році знову побував Андрей Шептицький. Після встановлення радянської влади в 1939 році в Броди прибуло багато військових, які розмовляли російською мовою. Влада вирішила передати під нову школу колишню бурсу імені Маркіяна Шашкевича. Під час окупації Бродів  німецькими військами в приміщені бурси німці відкрили військовий шпиталь.
Першого вересня 1945 року – новий навчальний рік. Єдина семирічна школа – будинок по вулиці Вали Вольності (сучасна М.Коцюбинського, 8).
Навчались в цій школі і українці, і росіяни, але мова навчання була російська.
В 1945-1946 роках – реорганізація всередині: росіяни – навчались в приміщені торгівельної палати, українці – в будинку колишньої гімназії.
Першим директором повоєнної школи №2 став А.В. Кубєков. Назва школи була «Средняя общеобразовательная трудовая  политехническая школа №2 г. Броды». Шкільні класи розміщувались у всіх будівлях. В приміщенні колишньої бурси знаходились військові (Батальйон до 1955 року). З 1956 року директором школи стає І. В. Фофанов. В 1958 році споруда бурси передається середній школі №2, де після ремонту будуть навчатися учні початкових класів.
З 1958-1959 рр. директором школи була Сіліна В.І., а з 1960-1965 рр. – І.П. Тяпкін.
В 1969-1970 навчальному році школа була перейменована на «Бродовскую среднюю общеобразовательную школу №2». Учні і надалі навчалися в різних приміщеннях – молодші по вулиці Бузова, а старші (від шостого до десятого) навчалися в старому корпусі на вулиці М.Коцюбинського, 8.
Мовою навчання була російська. Керівниками  школи в цей час були: з 1965-1969 рр.  – Казмірчук Н.І., з 1970-1971 рр. – Яремчук С.О., з 1972-1987 рр. – Прокопенко А.Ф. Саме за час керівництва А.Ф. Прокопенка в 1977 році 1 вересня учні школи розпочали навчальний рік в новому приміщені. Будівля колишньої бурси композиційно вписалась між триповерховим корпусом і частиною школи, в якій знаходиться спортивна і актова зали. З 1987 року по 1989 рік директором школи був Чайченко О.Л. З 1999 року по сьогоднішній час директором школи є Лесик І.С.
Статус російськомовної школи зберігався до початку 1990-х років. У 1997 році школа отримала статус спеціалізованої загальноосвітньої школи І-ІІІ ступенів №2 з вивчення англійської мови з 1 класу.

## Профіль школи
Гуманітарний. Поглиблений з вивченням англійської мови. Вивчається друга іноземна мова німецька.

## Вчителі школи
У школі працює 82 учителів. Серед них: 
- спеціалістів - 12;
- учителів ІІ категорії - 16;
- учителів І категорії - 11;
- учителів ВК - 43;
- звання "Старший учитель" мають 26 учителів;
- звання "Учитель-методист" - 3 учитель.